# شوزم دراسيني الأوراق
شوزم دراسيني الأوراق (الاسم العلمي:Psiadia dracaenifolia) هو نوع من النباتات يتبع جنس الشوزم من الفصيلة النجمية. تم وصف هذا النوع من النبات علمياً لأول مرة من قبل جان-هنري همبرت سنة 1942.